# Джозеф Вітворт
Джо́зеф Ві́творт (англ. Sir Joseph Whitworth; 21 грудня 1803 — 22 січня 1887) — британський інженер-механік, конструктор металорізальних верстатів, винахідник, підприємець і філантроп. Розробив стандарт нарізання різі, який згодом став називатись «Британський стандарт Вітворта». Він також розробив гвинтівку, названу його іменем, яку часто називають «снайперською» через її точність і вважають одним з ранніх зразків снайперської зброї.

## Дитячі роки
Джозеф Вітворт народився у Стокпорті у сім'ї Чарлза Вітворта, учителя і пастора парафіян конгрегації. У ранньому віці він проявив інтерес до техніки. Здобув базову освіту в Айдл (Західний Йоркшир), передмісті Бредфорда. Його здібності до механіки стали очевидними, коли він почав працювати у свого дядька.

## Кар'єра
Після закінчення школи Вітворт став учнем за контрактом у свого дядька Джозефа Гулса (англ. Joseph Hulse, прядильника бавовни на фабриці в Окерторпі у графстві Дербішир. Договір було укладено на чотирирічний термін, після якого він ще чотири роки працював механіком на фабриці в Манчестері. Потім він перебрався до Лондона, де знайшов роботу в майстерні Генрі Модслі, винахідника токарно-гвинторізного верстата, і працював поряд з такими людьми, як Джеймс Несміт (винахідник парового молота) і Річард Робертс.
Вітворт, працюючи на Модслі, проявив відмінні слюсарні навички. Він підвищив точність багатьох прецизійних верстатів, а також удосконалив схеми чавунного лиття станин верстатів, в результаті чого зросла їх механічна жорсткість та зменшилась маса.
Вітворт також працював на компанії Holtzapffel & Co, (виробника орнаментальних токарних верстатів) і Джозефа Клемента. Під час роботи у майстерні Клемента він взяв участь у створенні аналітичної обчислювальної машини Чарлза Беббіджа, займався відлагодженням механізму різницевої машини. У 1833 році він повернувся до Опеншо (Манчестер), щоб розпочати свій власний бізнес з виробництва токарних та інших верстатів, які згодом стали відомими своєю якістю та майстерністю виготовлення.
З Вітвортом пов'язане уведення в 1844 році одиниці вимірювання відстані міл .
У 1853 році ВІтворта разом з його найкращим другом, художником і викладачем живопису Джорджем Воллісом (1811—1891) було призначено британськими представниками на Виставку промисловості усіх націй у Нью-Йорку. Вони відвідали низку промислових об'єктів у декількох штатах, і за результатами їхньої подорожі була підготовлена доповідь: «Промисловість Сполучених Штатів, в машинах, мануфактурах, корисному і прикладному ремеслі, складена з офіційних повідомлень панів Вітворта і Волліса, Лондон, 1854» (англ. The Industry of the United States in Machinery, Manufactures and Useful and Applied Arts, compiled from the Official Reports of Messrs Whitworth and Wallis, London, 1854).

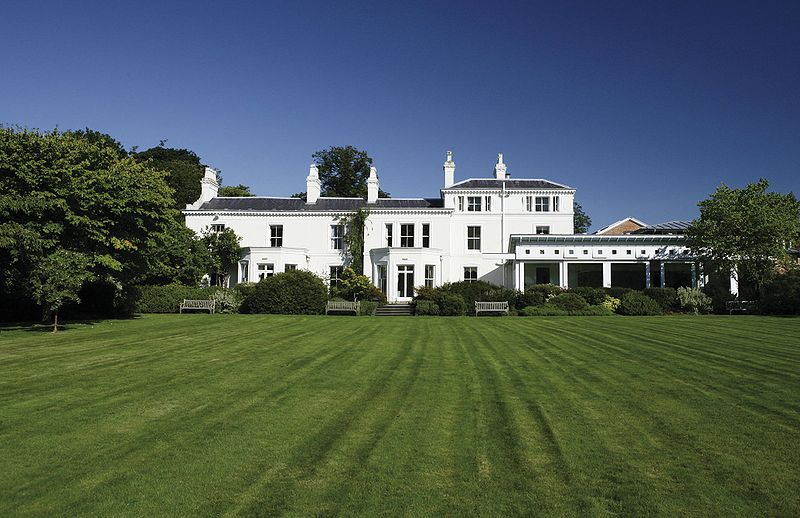
Будівля Chancellors Hotel & Conference Centre

Вітворт отримав багато нагород за досконалість своїх конструкцій та був досить фінансово успішним. У 1850 році, будучи президентом Інституту інженерів-механіків, він побудував будинок під назвою «The Firs» у місті Фалловфілді на півдні Манчестера за проектом Едварда Волтерса. Цей грандіозний особняк, стоїть до сих пір і функціонує як Chancellors Hotel & Conference Centre.
У 1854 році він купив дудівлю Стенкліфф-Холл в Дарлі Дейл (Дербішир), куди переїхав разом зі своєю другою дружиною Луїзою у 1872 році. Він своїм коштом поставив чотири шеститонних брили каменю з кар'єру Дарлі Дейл для левів Зали Святого Георга в Ліверпулі. У 1859 році він отримав почесне членство в Інституті інженерів та суднобудівників Шотландії. Вітворт був обраний членом Королівського товариства у 1857 році.
В січні 1887 року у віці 83 років сер Джозеф Вітворт помер у Монте-Карло, куди він поїхав з надією покращити своє здоров'я. Його поховали в церкві Св. Гелени (Дарлі Дейл, графство Дербішир). Детальний некролог був опублікований в американському журналі «The Manufacturer and Builder». Він розпорядився щоб його статки були витрачені на благодійні проекти, якими опікуни займаються донині. Однією з найзначиміших форм його щедрості стало заснування стипендій Вітворта в Інституті інженерів-механіків. Ці стипендії і донині забезпечують фінансову підтримку для молодих інженерів, що відзначаються поєднанням академічних та практичних здібностей. Частина його спадку була використана для створення Художньої галереї Вітворта, яка увійшла до структури Манчестерського університету, а частина коштів пішла на будівництво Інституту Вітворта в Дарлі Дейл.

## Винаходи

### Метрологія

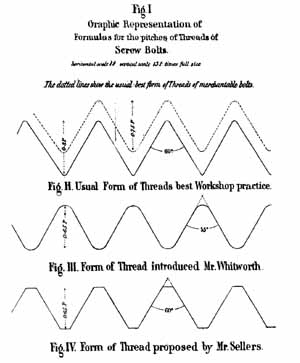
Графічна ілюстрація формули для кроку різі гвинта

У 1830-х роках Вітворт популяризував метод виробництва точних плоских поверхонь (див. Повірочна плита) за допомогою високо-пігментних паст, що використовувались для візуалізації щільності прилягання двох або більше компонентів. Висока точність досягалась застосуванням пігментних паст і шаберів. До запровадження його методу інші способи отримання полірованих поверхонь не забезпечували такої точності. Використання цього методу привело до буму виробництва високоточної вимірювальної техніки та інших високоточних механізмів.
У 1840 році Вітворт створив свою технологію вимірювання в техніці і назвав її «остаточні вимірювання» (англ. end measurements), в ній використовувалися точна пласка поверхня і вимірювальний гвинт, обидва компоненти були його власної розробки. Ця система, що давала точність вимірювання до однієї мільйонної частки дюйма, була продемонстрована на Всесвітній виставці 1851 року.
У 1841 році Вітворт розробив стандарт для дрібної різі з фіксованим кутом 55° між стінками канавки, що мала стандартизований крок для кожного діаметра. Це нововведення незабаром стало першим національним стандартом, його впровадили залізничні компанії, які раніше використовували різі різних типів. Стандарт був застосований повсюдно, пізніше він став одним з британських стандартів і називався Британський стандарт Вітворта (British Standard Whitworth, BSW), та урегульовувався системою британських стандартів BS 84:1956.

### Гвинтівка Вітворта

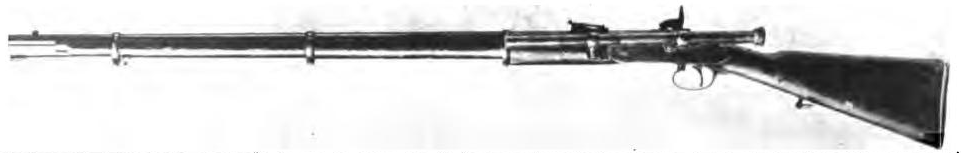
Гвинівка Вітворта з прицілом Девідсона

Вітворт отримав замовлення від Військового відділу британського уряду спроектувати заміну для гвинтівки Енфілда зразка 1853 року калібру 0,577 дюйма (14,66 мм), недоліки якої проявились під час недавньої Кримської війни. Гвинтівка Вітворта мала менший калібр — 0,451 дюйма (11 мм), ствол мав полігональну (шестикутну) нарізку. Гвинтівка стріляла шестигранною клею і швидкість обертання якої була значно вищою (під час пострілу куля робила один оберт на двадцять дюймів шляху). Під час тестування у 1859 році гвинтівка Вітворта перевершила «Енфілд» за усіма характеристикам. 23 квітня 1859 року про результати тестування повідомили у «Таймс» як про великий успіх. Однак, ствол нової конструкції, як було встановлено, швидко забруднювався. Також гвинтівка Вітворта у виробництві виявилась у чотири рази дорожчою за «Енфілд», через що була відхилена британським урядом. Деяка кількість гвинтівок Вітворта потрапили до Конфедерації під час громадянської війни, де стрільці з цієї зброї отримали назву «Снайпери Вітворта» (англ. Whitworth Sharpshooters) за високу точність стрільби на великі відстані.

### Інші винаходи

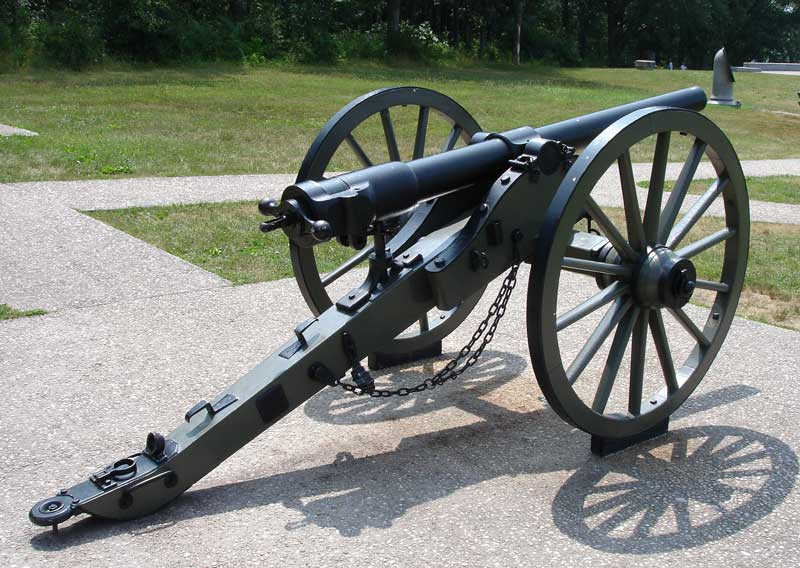
12-ти фунтова нарізна гармата Вітворта

Вітворт також розробив польову нарізну гармату із затворною коробкою (казенником) калібру 2,75 дюйма (70 мм), що використовувала набої вагою 12 фунтів 11 унцій (5,75 кг) і дальністю стрільби близько шести миль (10 км). Спірально-рифлений снаряд було запатентовано у 1855 році. Ця гармата не була взята на озброєння британською армією, воєначальники якої віддавали перевагу зброї від В. Дж. Армстронга, але вона знайшла застосування в громадянській війні у США.
Працюючи над збільшенням розривної міцності стволів своєї зброї, Вітворт запатентував процес, названий ним «рідинно-стиснена сталь» (англ. fluid-compressed steel) — метод лиття сталі під тиском, й побудував для використання цієї технології новий металургійний завод в районі Манчестера. Деякі зразки його виливок демонструвались на Всесвітній виставці у Парижі в 1883 році.

## Публікації
- Whitworth, Joseph; Wallis, George. The Industry of the United States in Machinery, Manufactures, and Useful and Ornamental Arts. Compiled from the Official Reports of Messrs. Whitworth and Wallis. — London, England : G. Routledge & Co.
- Whitworth, Joseph. Miscellaneous Papers on Mechanical Subjects: Guns and Steel. — Longmans, Green, Reader, & Dyer, 1873.